# ایران در المپیک تابستانی جوانان ۲۰۱۸
ایران در بازی‌های المپیک تابستانی جوانان ۲۰۱۸ که در بوئنوس آیرس آرژانتین برگزار شد، شرکت کرد.

## رشته‌ها و تعداد شرکت کنندگان
| ورزش              | پسران | دختران | مجموع |
| ----------------- | ----- | ------ | ----- |
| تیراندازی با کمان | ۱     | ۱      | ۲     |
| دو و میدانی       | ۳     | ۰      | ۳     |
| بسکتبال           | ۰     | ۴      | ۴     |
| بوکس              | ۱     | ۰      | ۱     |
| کانویینگ          | ۱     | ۱      | ۲     |
| سوارکاری          | ۱     | ۰      | ۱     |
| شمشیرزنی          | ۱     | ۰      | ۱     |
| فوتسال            | ۱۰    | ۰      | ۱۰    |
| ژیمناستیک         | ۱     | ۰      | ۱     |
| جودو              | ۱     | ۱      | ۲     |
| کاراته            | ۲     | ۳      | ۵     |
| رویینگ            | ۰     | ۱      | ۱     |
| تیراندازی         | ۲     | ۰      | ۲     |
| شنا               | ۱     | ۰      | ۱     |
| تنیس روی میز      | ۱     | ۰      | ۱     |
| تکواندو           | ۳     | ۳      | ۶     |
| وزنه برداری       | ۲     | ۰      | ۲     |
| کشتی              | ۴     | ۰      | ۴     |
| جمع کل            | ۳۵    | ۱۴     | ۴۹    |

## مدال آوران
ایران صاحب ۵ مدال در بخش دختران (۱ طلا و ۱ نقره و ۳ برنز) و ۹ مدال در بخش پسران (۶ طلا و ۲ نقره و ۱ برنز) و در کل ۱۴ مدال شد.
1. علی اشکوریان - طلا / تکواندو
2. محمدعلی خسروی - طلا / تکواندو
3. امیرضا ده بزرگی - طلا / کشتی
4. نوید محمدی - طلا / کاراته
5. محمد نصرتی - طلا / کشتی
6. یلدا ولی نژاد - طلا / تکواندو
7. علیرضا یوسفی - طلا / وزنه‌برداری
8. امیرحسین زارع - نقره / کشتی
9. محمد کریمی - نقره / کشتی
10. کیمیا همتی - نقره / تکواندو
11. نگین آلتونی - برنز / کاراته
12. رضا بهلول زاده - برنز / ژیمناستیک
13. مبینا حیدری - برنز / کاراته
14. فاطمه خنکدار - برنز / کاراته [۱]

## رشته‌های مدال آور
1. تکواندو ۳ ۱ ۰ ۴
2. کشتی ۲ ۲ ۰ ۴
3. کاراته ۱ ۰ ۳ ۴
4. وزنه‌برداری ۱ ۰ ۰ ۱
5. ژیمناستیک ۰ ۰ ۱ ۱

مجموع ۷ ۳ ۴ ۱۴

## سایر نتایج
1. تیم فوتسال زیر ۱۸ سال پسران - مقام ششم [۲]
2. تیم بسکتبال سه نفره زیر ۱۸ سال دختران (فاطمه آقازادگان قزوینی ۱۷۰ سانتی‌متر، فاطمه بیدار دارابی ۱۶۴ سانتی‌متر، آیدا گل محمدی ۱۹۶ سانتی‌متر، نگین رسولی پور خامنه ۱۷۶ سانتی‌متر) - مقام نوزدهم[۳][۴][۵][۶]
3. Women's Shoot-out Contest - مقام پانزدهم فاطمه آقازادگان قزوینی ۱۷۰ سانتی‌متر / مقام بیست و ششم فاطمه بیدار دارابی ۱۶۴ سانتی‌متر
4. نیروانا اسد بیگی (Nirvana Asadbeki) - مقام چهارم Obstacle Canoe Slalom C1 Girls و مقام هفتم  Canoe Head to Head Sprint C1 Girls [۷]
5. علیرضا فرجی - مقام هشتم کاراته پسران ۶۱ کیلوگرم
6. هانیه بیداد - مقام نوزدهم رویینگ Junior Women's Single Sculls